# Liquid (El cancion de The Rasmus)
«Liquid» es una balada de la banda de rock finlandesa The Rasmus, originalmente lanzada en el tercer álbum de la banda "Hell of a Tester" el 2 de noviembre de 1998.
El sencillo, el primero del álbum, fue lanzado en 1998 por el sello discográfico Warner Music Group e incluye solo la pista "Liquid". "Liquid" es una canción lenta y melódica, tal vez una de las canciones más lentas de la banda. Alcanzó el número dos en la lista de sencillos de Finlandia y el Top 40 en MTV Nordic.

## Vídeo musical
«Liquid» es la única canción del álbum que se lanzó como un video musical. Fue dirigido por The Rasmus & The Nose. El video muestra un lugar oscuro, a veces con estrellas en el fondo. La banda toca sus instrumentos y también hay una mujer joven allí, con un vestido negro. Se muestran juguetes tradicionales para niños, incluyendo un aro, cuerda de saltar, pelota y scooter. El bajista Eero Heinonen parece llevar pijama y se ve apagando una lámpara. Durante el interludio instrumental en la canción, se ve a la mujer nadando hacia la luz. El tono alegre y edificante de la canción se enfatiza en el video, ya que los miembros de la banda están jugando como niños y algunos de ellos se ven girando en sus sillas. El video ganó un premio en 1999 en los Finnish Music Video Awards.

## Integrantes de la banda
- Lauri Ylönen – voz
- Pauli Rantasalmi – guitarra
- Eero Heinonen – bajo
- Janne Heiskanen – batería
- Riku Niemi – cadenas